# Edwin Salpeter
Edwin Ernest Salpeter (* 3. Dezember 1924 in Wien; † 25. November 2008 in Ithaca, New York) war ein österreichisch-australischer und US-amerikanischer Astrophysiker.

## Leben
Salpeter wuchs in Wien in einer jüdischen Familie auf, die im April 1939 nach dem Anschluss Österreichs an das Deutsche Reich nach Australien emigrierte, wo er an der Universität Sydney Physik und Mathematik studierte. Den Doktorgrad erhielt er 1948 im Fachgebiet Theoretische Physik an der University of Birmingham in England, wo er mit Rudolf Peierls arbeitete. Auf Peierls Rat hin wechselte er 1948 an die Cornell University zu Hans Bethe, um dort über Probleme der Quantenelektrodynamik und Kernphysik und später in vielen Bereichen der theoretischen Astrophysik zu forschen. Mit Bethe entwickelte er die Bethe-Salpeter-Gleichung für gebundene Zustände in der Quantenfeldtheorie. Er war zuletzt James Gilbert White Distinguished Professor of the Physical Sciences an der Cornell University.
Salpeter untersuchte Kernreaktionen im Inneren von Sternen und die Entwicklung von Sternen. 1955 leitete er die anfängliche Massenfunktion (Initial Mass Function, IMF) von Sternen ab, die besagt, in welchen Zahlenverhältnissen Sterne verschiedener Masse entstehen.
Er war 1964 mit Jakow Seldowitsch einer der ersten, der Akkretionsscheiben um schwarze Löcher als Modell für Quasare und aktive Galaxien vorschlug. 1993 wurde er zum auswärtigen Mitglied (“Foreign Member”) der Royal Society gewählt.
Salpeter starb kurz vor seinem 84. Geburtstag an Leukämie.

## Ehrungen und Mitgliedschaften
- 1967 wurde Salpeter in die American Academy of Arts and Sciences[4] und die National Academy of Sciences gewählt.
- 1973 Goldmedaille der Royal Astronomical Society
- 1974 Mitglied der Leopoldina
- 1974 Henry Norris Russell Lectureship
- 1977 Mitglied der American Philosophical Society[5]
- 1985 Karl-Schwarzschild-Medaille der Astronomischen Gesellschaft
- 1987 Bruce Medal
- 1996 Dirac Medal der University of New South Wales
- 1997 Crafoord-Preis zusammen mit Fred Hoyle
- 1999 Hans-A.-Bethe-Preis
- 2004 Namensgeber für den Asteroiden (11757) Salpeter